# Magnar Estenstad
Magnar Estenstad   (Hølonda, 27 de setembre de 1924 - Hølonda, 13 de maig de 2004) fou un esquiador de fons noruec que va competir durant la dècada de 1950.
El 1952 va prendre part en els Jocs Olímpics d'Hivern d'Oslo, on va disputar tres proves del programa d'esquí de fons. Guanyà la medalla de plata en la prova del 4x10 quilòmetres, formant equip amb Mikal Kirkholt, Martin Stokken i Hallgeir Brenden i la de bronze en els 50 quilòmetres, mentre en la cursa dels 18 quilòmetres fou onzè. El 1953 va rebre la medalla Holmenkollen. En el seu palmarès també destaquen sis campionats nacionals. Una lesió als campionats nacionals de 1954 que el va fer estar cinc mesos hospitalitzat l'obligà a retirar-se.